# Stadionul Bălgarska Armia
Stadionul Bălgarska Armia (bulgară Стадион „Българска армия“, în română Stadionul Armatei Bulgare) este locul unde își dispută meciurile de acasă CSKA Sofia. Este situat în Parcul Boris, în centrul Sofiei. Stadionul are patru sectoare cu un total de 22.015 locuri, dintre care 2.100 sunt acoperite. Lungimea terenului este de 105 metri iar lățimea de 66 de metri. 
Sectoarele stadionului:
- Sector A- 6417 locuri
- Sector B- 4889 locuri
- Sector V- 5689 locuri
- Sector G- 5020 locuri

Pe 13 octombrie 2009 patronii clubului au confirmat începerea construcției noului stadion pe 1 februarie 2010. Stadionul actual va fi demolat pentru a face loc unuia nou de 30.000 de locuri.